# (70679) Urzidil
(70679) Urzidil ist ein Asteroid des Hauptgürtels, der am 30. Oktober 1999 von Jana Tichá und Miloš Tichý am Kleť-Observatorium entdeckt wurde.
Der Asteroid wurde am 13. April 2006 nach dem Prager deutschsprachigen Schriftsteller Johannes Urzidil benannt, der in seinem Werk neben anderem auch den Böhmerwald beschrieben hat, in dessen Vorgebirge Blanský les der Berg Kleť liegt.